# Рудолф Физир
Рудолф Физир (Лудбрег, 13. јануар 1891 — Загреб, 12. новембар 1960) је био југословенски конструктор авиона. Школовао се у Визмару у Немачкој. Године 1921. укључио се у југословенско ратно ваздухопловство и конструисао је десетак авиона који су кориштени у Краљевини Југославији и СФРЈ.

## Биографија

### Први светски рат
За време Првог свјетског рата радио је у Немачкој на конструкцији ловачких авиона и хидроавиона код фирме Fokker у Швекину. Затим је радио, такође за време рата, као конструктор у фабрици Албатрос у Берлину и у фабрици авиона Ханза Бранденбург у Бранденбургу. Када Fokker почиње производњу у Мађарској, инж. Р. Физир прелази у Будимпешту где ради у МАГ-у на уходавању производње авиона.

### Служба у Краљевини СХС/Југославији
Након завршетка рата, враћа се у новоформирану државу Краљевство СХС (Југославију) где од 1921. године, ради као инжењер авио радионице 1. ваздушног пука ЈКРВ при арсеналу у Петроварадину крај Новог Сада где се приклупљао трофејни ваздухопловни материјал заостао на аеродромима бивше Аустроугарске монархије. Овај ваздухопловни материјал поред онога који је добијен од савезника Француза је послужио као материјална основа ваздухопловства новоформиране државе. Поред комплетирања заробљених авиона и њихово довођење у летно стање, инж. Р. Физир је организовао прво израду делова за авионе, а затим је у заједници са инжењерима Ј. Миклом, Н. Жученком и Несторовим израдио техничку документацију и омогућио почетак серијске производње авиона њемачке конструкције а Аустроугарске производње Мали и Средњи Бранденбург (Brandenburg) 1925. године.
У својој кући у Петроварадину је направио радионицу за пројектовање и прављење авиона, која је послужила као својеврсан атеље и радионица у коме су се образовали млади сарадници у послу пред којим се отварала будућност. Из ове радионице је изашао и прототип првог авиона домаће конструкције. Остварио је око 10 својих оригиналних конструкција, од којих је произвођено 8.
Неке од његових конструкција су Физир-Мајбах, Физир ФН, Физир-Рајт, Физир-Лорен, Физир-Јупитер, Небојша и Физир ФП-2 (који је радио у сарадњи са инжењером Душаном Станковим), израђени док је Физир био главни конструктор у фабрици авиона Змај у Земуну.
Такође је сарађивао на пројектовању авиона Рогожарски ПВТ за обуку, у заједници са инжењерима Симом Милутиновићем, Љ. Илићем, Костом Сивчевим и А. Бишчевић, који је пројектован у Техничком одсеку Команде ваздухопловства.
Био је технички директор фабрике Икарус у Земуну.

### Служба у НДХ
Одмах по избијању Другог светског рата пресељава се у Загреб, ставља се на располагање новоствореној квислиншкој држави, фашистичкој НДХ активира се у чину потпуковника на место шефа техничке службе Хрватског Ратног Зракопловства и ту служи до краја рата. У току ратне службе у ХРЗ унапређен је у чин пуковника. Након ослобођења земље, захваљујући залагању својих предратних колега инжењера из Команде ратног ваздухопловства поштеђен је судског поступка. После 1945. године наставља рад у Зракопловном савезу Хрватске.